# Ideopsis hewitsonii
Ideopsis hewitsonii är en fjärilsart som beskrevs av Kirsch 1877. Ideopsis hewitsonii ingår i släktet Ideopsis och familjen praktfjärilar. IUCN kategoriserar arten globalt som starkt hotad. Inga underarter finns listade i Catalogue of Life.